# Bruce Mitchell (linguiste)
Pour les articles homonymes, voir Bruce Mitchell et Mitchell.
Bruce Mitchell est un linguiste australien né le 8 janvier 1920 à Lismore, en Nouvelle-Galles du Sud, et mort le 30 janvier 2010.

## Biographie
Fils d'un prêtre baptiste anglais ayant émigré en Australie dans les premières années du XXe siècle, le jeune Bruce Mitchell change régulièrement d'école en fonction des mutations de son père. Il se voit offrir une place à l'université de Melbourne, mais doit la décliner. Il commence à travailler à un jeune âge, tout en suivant des cours à l'université à temps partiel. Il obtient son BA en arts en 1940. Durant la Seconde Guerre mondiale, il sert dans la Force impériale australienne,.
Après la fin du conflit, Mitchell effectue divers petits boulots pour financer ses cours à l'université de Melbourne. Il en sort avec des diplômes en langue et littérature anglaises, ainsi qu'en philologie comparée. En 1952, il décroche une bourse pour l'université d'Oxford, où il prépare une thèse sur la syntaxe de la poésie vieil-anglaise au Merton College. Il est nommé fellow de St Edmund Hall en 1955 et y enseigne l'anglais jusqu'à sa retraite, en 1987,.
Le domaine de spécialité de Bruce Mitchell est le vieil anglais. Il est notamment l'auteur d'une somme en deux volumes sur la syntaxe de cette langue, Old English Syntax (1985). Son introduction à l'étude du vieil anglais, A Guide to Old English, a connu huit rééditions depuis sa première parution en 1964.

## Quelques travaux
- 1964 : A Guide to Old English (1re éd.)
- 1968 : A Guide to Old English (2e éd.)
- 1982 : A Guide to Old English (avec Fred C. Robinson, 3e éd.)
- 1985 : Old English Syntax (2 vol.)
- 1986 : A Guide to Old English (avec Fred C. Robinson, 4e éd.)
- 1988 : On Old English: Selected Papers
- 1992 : A Guide to Old English (avec Fred C. Robinson, 5e éd.)
- 1995 : An Invitation to Old English and Anglo-Saxon England
- 1998 : Beowulf: An Edition with Relevant Shorter Texts (avec Fred C. Robinson et Leslie Webster)
- 2001 : A Guide to Old English (avec Fred C. Robinson, 6e éd.)
- 2007 : A Guide to Old English (avec Fred C. Robinson, 7e éd.)
- 2012 : A Guide to Old English (avec Fred C. Robinson, 8e éd.)